# 21 octobre 1966
Le vendredi 21 octobre 1966 est le 294e jour de l'année 1966.

## Naissances
- Alain de Catuelan, acteur français
- Casimira Rodríguez, femme politique bolivienne
- Christophe Robino, homme politique monégasque
- Douglas G. Hurley, astronaute américain
- Jonas Svensson, joueur de tennis suédois
- Lars-Börje Eriksson, skieur alpin suédois
- Muhsen Basma, arbitre syrien de football
- Mukhsin Mukhamadiev, joueur de football russe
- Peter van Dongen, écrivain néerlandais
- Serdar Apaydın, joueur de basket-ball turc
- Sven Salumaa, joueur de tennis américain

## Décès
- Maurice Salabert (né le 31 janvier 1904), acteur français
- Otto von Knobelsdorff (né le 31 mars 1886), général allemand
- Josef Plieseis (né le 20 décembre 1913), résistant autrichien au national-socialisme

## Événements
- Glissement de terrain d'un terril à Aberfan, au Pays de Galles provoquant la mort de 144 personnes dont 116 enfants.